# Col de la Bonida
Le col de la Bonida est un col de montagne pédestre des Pyrénées à environ 2 300 mètres d'altitude dans le département français des Hautes-Pyrénées, en Occitanie.

## Géographie
Le col de la Bonida est situé au sud de la Bonida (2 529 m). Il fait face au lac d'Oncet (2 254 m) au nord-ouest et au col du Tourmalet (2 115 m) au sud-est.

## Protection environnementale
Le col fait partie d'une zone naturelle protégée, classée ZNIEFF de type 2.

## Voies d'accès
Le versant ouest est accessible facilement à pied depuis le premier virage en bas du col du Tourmalet coté Barèges en empruntant le large chemin.
Par le versant est on peut y accéder facilement à pied depuis le col du Tourmalet en empruntant le large chemin carrossable montant derrière la boutique de souvenirs en direction du lac d'Oncet.